# ایستگاه واکسول
ایستگاه واکسول (انگلیسی: Vauxhall station) یکی از ایستگاه‌های راه‌آهن اصلی در شهر لندن است به متروی لندن نیز متصل می‌باشد.
این ایستگاه که در منطقه لمبت لندن قرار دارد در سال ۱۸۴۸ ایستگاه راه‌آهن و ۱۹۷۱ ایستگاه متروی آن تأسیس شده، ایستگاه واکسول جزئی از خط اصلی جنوب غربی (راه‌آهن انگلستان) و خط ویکتوریا (متروی لندن) می‌باشد.

## نگارخانه

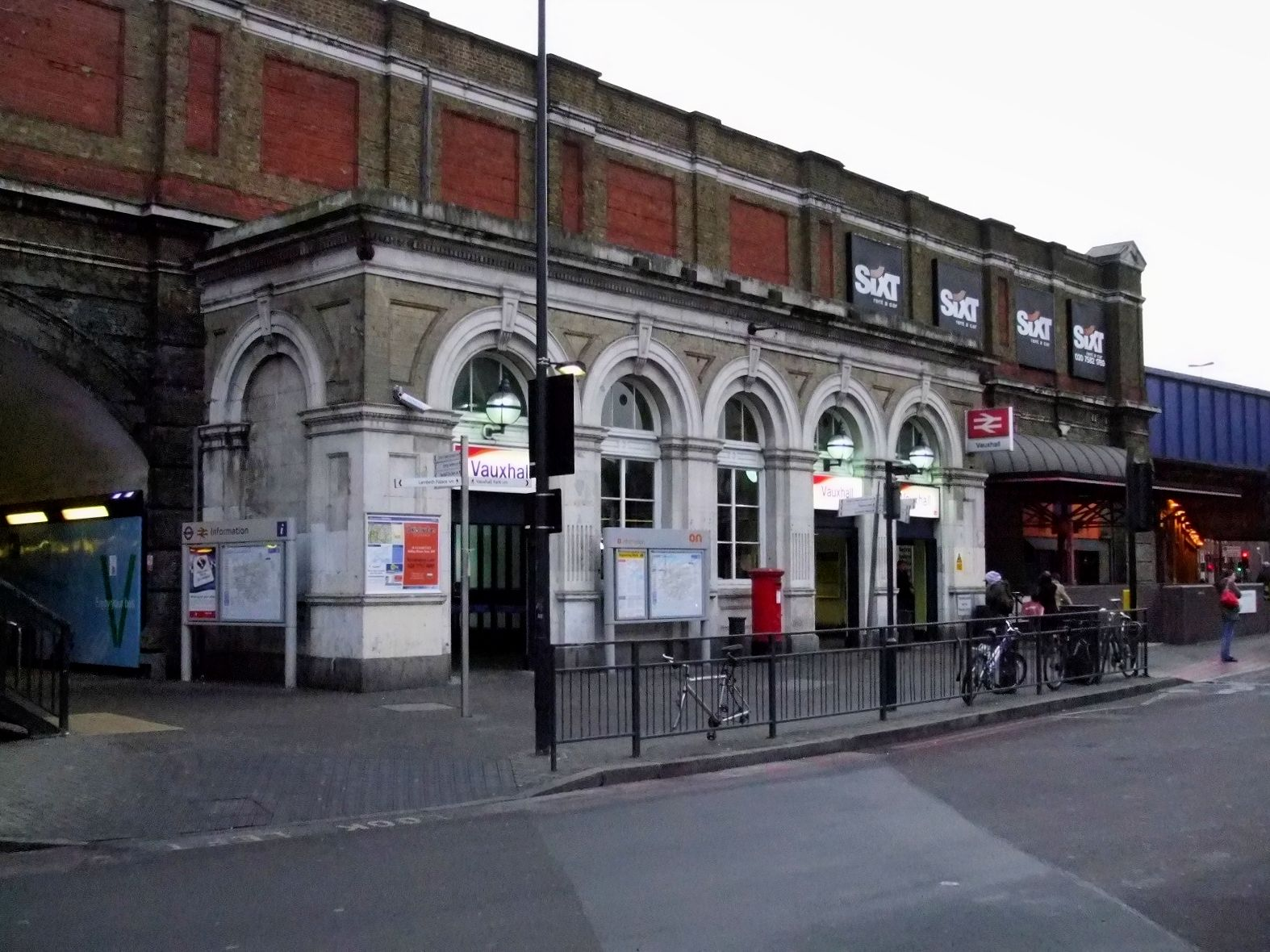
ورودی اصلی ایستگاه
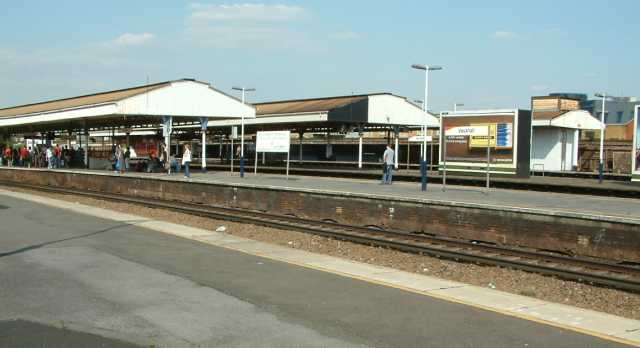
ایستگاه راه‌آهن
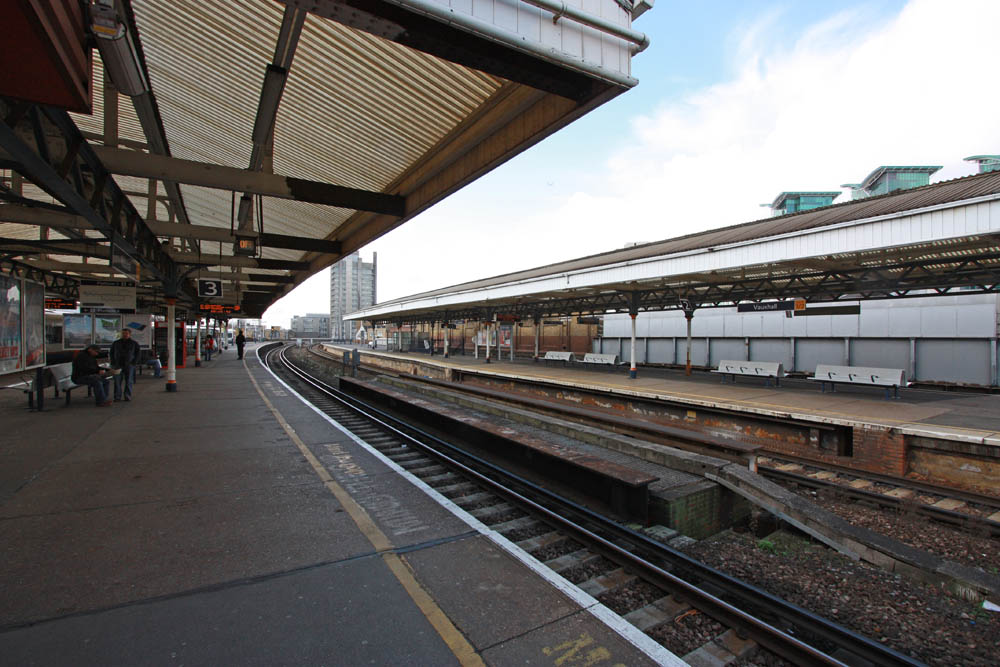
ایستگاه راه‌آهن
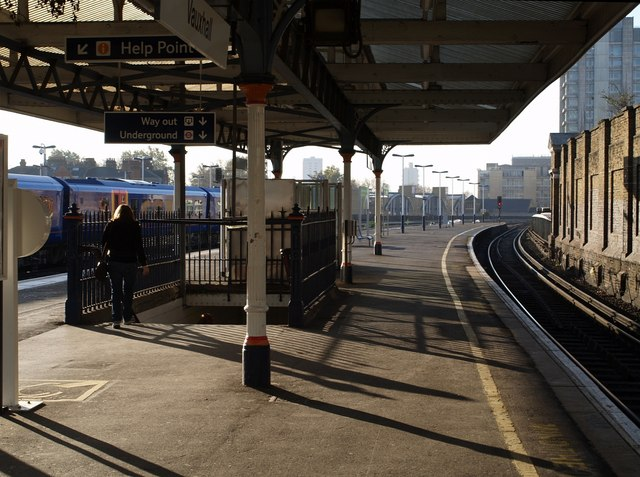
سکو ۱ ایستگاه راه‌آهن